# L'Abondance (Le Fauconnier)
Pour les articles homonymes, voir L'Abondance.
L'Abondance est un tableau peint par Henri Le Fauconnier en 1910-1911. Cette huile sur toile cubiste représente une femme et un enfant nus portant quantité de pommes. Présentée au Salon des indépendants de 1911, elle est ensuite tant exposée à travers l'Europe qu'elle peut prétendre avoir été l'œuvre cubiste la plus vue avant l'éclatement de la Première Guerre mondiale. Elle est aujourd'hui conservée au musée d'Art de La Haye, aux Pays-Bas.

## Expositions
- Salon des indépendants de 1911, Paris, 1911.
- Le Cubisme, Centre national d'art et de culture Georges-Pompidou, Paris, 2018-2019.